# Castellabate
Castellabate est une commune italienne de la province de Salerne, dans la région Campanie.

## Géographie

### Hameaux
Alano, Lago, Licosa, Ogliastro Marina, San Marco, Santa Maria, Tresino.

### Communes limitrophes
Agropoli, Laureana Cilento, Montecorice, Perdifumo.

## Administration
| Période      | Période  | Identité    | Étiquette   | Qualité |
| ------------ | -------- | ----------- | ----------- | ------- |
| octobre 2021 | En cours | Marco Rizzo | indépendant |         |

## Zone protégée
- Aire marine protégée de Santa Maria di Castellabate.

## Cinéma
C'est à Castellabate que se situe l'action du film Benvenuti al Sud ainsi que de sa suite Benvenuti al Nord. De nombreuses scènes ont été tournées sur place et dans les villages voisins.